# Ksar Timtig
Pour l’article homonyme, voir Timtig.
Ksar Timtig (en arabe : قصر تمتيگ) est un village fortifié dans la province de Zagora, région de Draa-Tafilalet au sud-est du Maroc .